# Root River (Mackenzie River)
Der Root River ist ein linker Nebenfluss des Mackenzie River in den kanadischen Nordwest-Territorien.
Er entspringt in den Backbone Ranges, einem Teilgebirge der Mackenzie Mountains. Anfangs fließt er ein kurzes Stück nach Norden. Danach fließt der Root River in östlicher Richtung durch die Canyon Ranges. Im Unterlauf wendet sich der Fluss nach Süden und trifft etwa 130 km nordwestlich von Fort Simpson und 10 km nördlich der Flussmündung des North Nahanni River auf den Mackenzie River. Der Root River hat eine Länge von ca. 220 km. Das Einzugsgebiet umfasst 9820 km². Der mittlere Abfluss beträgt 92 m³/s.